# Patrick Jacobsen

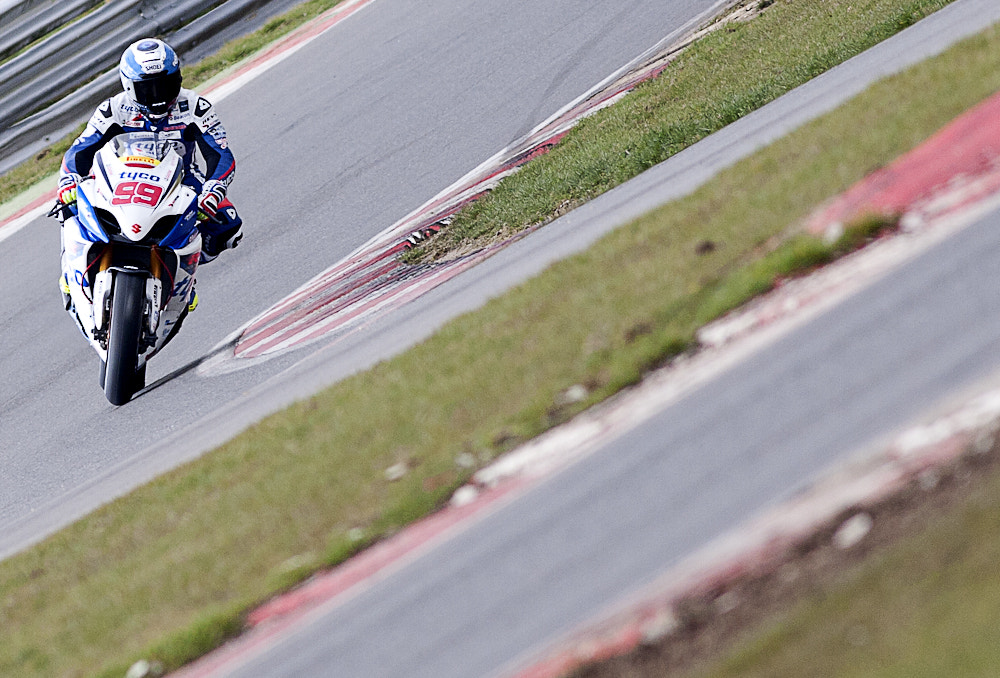

Patrick "P. J." Jacobsen, född 7 augusti 1993 i Montgomery, New York, är en amerikansk roadracingförare. Han tävlar sedan 2014 i Supersport i världsmästerskapen i roadracing.

## Tävlingskarriär
P. J. Jacobsen blev 2006 amerikansk mästare i 125cc-klassen. Han deltog som wildcard Indianapolis Grand Prix i 125-klassen 2008 och har även tävlat i fler amerikanska, spanska och brittiska mästerskap. 2013 körde han i British Superbike Championship för Tyco Suzuki. Sedan 2014 kör Jacobsen i världsmästerskapen i  Supersport, först för Intermoto Ponyexpres team på Kawasaki, men han bytte team till CORE" Motorsport Thailand och Honda. I augusti 2015 vann Jacobsen Malaysias deltävling, vilket var hans sitt första seger i Supersport. Jacobsen kom två efter Kenan Sofuoğlu i Supersport-VM 2015. Säsongen 2016 fortsätter Jacobsen med Honda men med deras fabriksstall Ten Kate Honda.